# Dalechampia megacarpa
Dalechampia megacarpa är en törelväxtart som beskrevs av Armbr.. Dalechampia megacarpa ingår i släktet Dalechampia och familjen törelväxter. Inga underarter finns listade i Catalogue of Life.